# بخش آنتان
بخش آنتان (به لاتین: Anetan District) یک بخش در نائورو است. بخش آنتان ۱ کیلومتر مربع مساحت و ۵۸۷ نفر جمعیت دارد و ۲۵ متر بالاتر از سطح دریا واقع شده‌است.